# RMN du phosphore 31
La RMN du phosphore 31 (parfois simplement appelée RMN du phosphore) est l'application de la spectroscopie RMN au phosphore. Le 31P possède un spin de ½ et son abondance relative naturelle est de 100 %, ce qui fait de cette technique une méthode de choix pour l'analyse et la résolution de structure des composés phosphorés organiques ou inorganiques.

## Propriétés du phosphore 31
Hormis le proton et le carbone 13, le phosphore est l'un des noyaux les plus étudiés. L'avantage principal vient du fait que son abondance relative naturelle est de 100 % et de son fort rapport gyromagnétique. Les différentes résonances du noyau de phosphore sont généralement bien séparées, la plage de déplacement chimique étant vingt-cinq fois plus étendue que celle du proton.
Le 31P possède un spin de ½, et ainsi les temps de relaxation sont suffisamment longs pour que les couplages spin-spin puissent être résolus.